# První kategorie 1911/1912
Soutěžní ročník  Prima Categoria 1911/12 byl 15. ročník nejvyšší italské fotbalové ligy, který se konal od 24. září roku 1911 do 5. května roku 1912. 

## Události
Formát nové sezony měl oproti předchozímu ročníku jedinou obměnu. Rozšíření účastníků hlavního turnaje z devíti na deset týmů. Přidal se klub Casale který získal vstup do šampionátu první kategorie po vítězství v kvalifikační soutěži proti Racing Libertas.
Hrálo se ve dvou skupinách (severozápadní skupina a skupina Emilia-Benátsko) a se systémem každý s každým doma-venku ve své skupině. Za vítězství v utkání byli 2 body, za remízu 1 bod. To vše se započítávalo do tabulky. Vítězové svých skupin Pro Vercelli a Benátky nastoupili do dvou zápasů o titul, které skončili jasnou převahou Pro Vercelli (6:0 a 7:0). Ti slavili již čtvrté vítězství v lize.

## Kvalifikační zápas
| 1. zápas 24. září 1911 | Casale      | 1 – 1 | Racing Libertas |                         |  |  |
|                        | Beretta 39' |       | 62' Radice      | Rozhodčí: Harry Goodley |  |  |
|                        |             |       |                 |                         |  |  |

| 2. zápas 27. září 1911 | Racing Libertas | 0 – 1 | Casale      |                         |  |  |
|                        | Ciscato 15'     |       | 25' Sarasso | Rozhodčí: Giuseppe Gama |  |  |
|                        |                 |       |             |                         |  |  |

## Složení ligy v tomto ročníku
| Klub         | Město             | Region         | Trenér            |
| ------------ | ----------------- | -------------- | ----------------- |
| Janov        | Janov             | Ligurie        | Eugen Herzog      |
| Andrea Doria | Janov             | Ligurie        | Cali              |
| Milán        | Milán             | Lombardie      | Ernesto Belloni   |
| Inter        | Milán             | Lombardie      | Virgilio Fossati  |
| Milanese     | Milán             | Lombardie      | Technická komise  |
| Casale       | Casale Monferrato | Piemont        | Technická komise  |
| Pro Vercelli | Vercelli          | Piemont        | Technická komise  |
| Turín        | Turín             | Piemont        | Technická komise  |
| Juventus     | Turín             | Piemont        | Technická komise  |
| Piemonte     | Turín             | Piemont        | Technická komise  |
| Boloňa       | Boloňa            | Emilia-Romagna | Technická komise  |
| Verona       | Verona            | Benátsko       | Alberto Masprone  |
| Benátky      | Benátky           | Benátsko       | Walter Aemisseger |
| Vicenza      | Vicenza           | Benátsko       | Giulio Fasolo     |

## Severozápadní skupina
| Poř. | Tým          | Z  | V  | R | P  | VG | OG | B  |
| ---- | ------------ | -- | -- | - | -- | -- | -- | -- |
| 1.   | Pro Vercelli | 18 | 15 | 2 | 1  | 50 | 12 | 32 |
| 2.   | Milán        | 18 | 14 | 3 | 1  | 60 | 10 | 31 |
| 3.   | Janov        | 18 | 10 | 4 | 4  | 35 | 21 | 24 |
| 4.   | Inter        | 18 | 10 | 1 | 7  | 42 | 21 | 21 |
| 5.   | Turín        | 18 | 8  | 5 | 5  | 31 | 31 | 21 |
| 6.   | Casale       | 18 | 6  | 3 | 9  | 20 | 27 | 15 |
| 7.   | Andrea Doria | 18 | 7  | 1 | 10 | 24 | 37 | 15 |
| 8.   | Juventus     | 18 | 3  | 3 | 12 | 22 | 47 | 9  |
| 9.   | Milanese     | 18 | 3  | 2 | 13 | 18 | 52 | 8  |
| 10.  | Piemonte     | 18 | 1  | 2 | 15 | 15 | 59 | 4  |

Poznámky
- Z = Odehrané zápasy; V = Vítězství; R = Remízy; P = Prohry; VG = Vstřelené góly; OG = Obdržené góly; B = Body
- za výhru 2 body, za remízu 1 bod, za prohru 0 bodů.
- při rovnosti bodů rozhodovalo skóre

|  | Finálový zápas |

### Výsledková tabulka severozápadní skupiny
|              | Andrea Doria | Casale | Janov | Inter | Juventus | Milán | Piemonte | Pro Vercelli | Turín | Milanese |
| ------------ | ------------ | ------ | ----- | ----- | -------- | ----- | -------- | ------------ | ----- | -------- |
| Andrea Doria | –            | 2:1    | 1:2   | 0:2   | 1:0      | 0:4   | 8:0      | 0:2          | 3:1   | 4:2      |
| Casale       | 3:0          | –      | 1:2   | 0:3   | 2:0      | 0:1   | 2:0      | 1:2          | 2:2   | 2:0      |
| Janov        | 1:1          | 1:1    | –     | 3:2   | 2:0      | 1:0   | 5:1      | 0:1          | 2:2   | 3:2      |
| Inter        | 4:0          | 0:1    | 1:3   | –     | 6:1      | 0:3   | 5:1      | 2:1          | 1:1   | 2:0      |
| Juventus     | 4:0          | 2:2    | 1:5   | 0:4   | –        | 0:4   | 5:2      | 1:3          | 1:1   | 1:1      |
| Milán        | 4:0          | 6:0    | 1:0   | 2:1   | 8:1      | –     | 1:1      | 2:2          | 3:1   | 6:0      |
| Piemonte     | 1:2          | 2:1    | 0:2   | 0:2   | 1:4      | 0:3   | –        | 1:6          | 0:3   | 1:1      |
| Pro Vercelli | 3:0          | 3:0    | 2:0   | 3:1   | 1:0      | 1:1   | 4:2      | –            | 1:0   | 3:0      |
| Turín        | 2:0          | 1:0    | 2:2   | 2:1   | 2:1      | 1:6   | 2:1      | 1:5          | –     | 6:2      |
| Milanese     | 1:2          | 0:1    | 3:2   | 0:5   | 2:0      | 1:5   | 3:1      | 0:7          | 0:1   | –        |

## Skupina Emilia-Benátsko
| Poř. | Tým     | Z | V | R | P | VG | OG | B |
| ---- | ------- | - | - | - | - | -- | -- | - |
| 1.   | Benátky | 6 | 3 | 1 | 2 | 8  | 12 | 7 |
| 2.   | Vicenza | 6 | 3 | 0 | 3 | 10 | 7  | 6 |
| 3.   | Verona  | 6 | 2 | 2 | 2 | 9  | 9  | 6 |
| 4.   | Boloňa  | 6 | 2 | 1 | 3 | 10 | 9  | 5 |

Poznámky
- Z = Odehrané zápasy; V = Vítězství; R = Remízy; P = Prohry; VG = Vstřelené góly; OG = Obdržené góly; B = Body
- za výhru 2 body, za remízu 1 bod, za prohru 0 bodů.
- při rovnosti bodů rozhodovalo skóre

|  | Finálový zápas |

### Výsledková tabulka skupiny Emilia-Benátsko
|         | Benátky | Boloňa | Verona | Vicenza |
| ------- | ------- | ------ | ------ | ------- |
| Benátky | –       | 2:1    | 3:2    | 1:0     |
| Boloňa  | 3:0     | –      | 2:2    | 3:2     |
| Verona  | 1:1     | 2:1    | –      | 1:0     |
| Vicenza | 5:1     | 1:0    | 1:0    | –       |

## Finále
| 1. zápas 28. duben 1912 | Benátky | 0 – 6 | Pro Vercelli | Stadio Pier Luigi Penzo, Benátky |  |  |
|                         |         |       |              | Rozhodčí: Umberto Meazza         |  |  |
|                         |         |       |              |                                  |  |  |

| 2. zápas 5. květen 1912 | Pro Vercelli | 7 – 0 | Benátky | Campo piazzale Conte di Torino, Turín |  |  |
|                         |              |       |         | Rozhodčí: Antonio Scamoni             |  |  |
|                         |              |       |         |                                       |  |  |

## Vítěz
| Prima Categoria Vítěz pro rok 1911/12 |
| ------------------------------------- |
| FC Pro Vercelli 1892                  |
|                                       |